# 侗族大歌
侗族大歌（侗语：al laox ，汉语音为“嘎老”，意为“宏大的歌”），是中国侗族民间多声部合唱音乐的总称。侗族大歌具有多个各歌种，按风格、旋律、内容等可分为鼓楼大歌、声音大歌、儿童大歌、戏曲大歌、混声大歌、叙事大歌等。大歌在重大节日和迎接贵宾室才能在侗族标志性建筑鼓楼前表演，所以侗族大歌又叫鼓楼大歌。侗族大歌没有指挥、伴奏和固定曲谱，且具有多声部特征。主要歌唱形式为男女合唱和男女混声合唱。过程一般先由领唱者歌唱，然后众人随声合唱。歌唱的主题通常为爱情、友谊、劳动和自然。侗族大歌先后被列入中国非物质文化遗产和人类非物质文化遗产名录。